# パオロ・ベンヴェヌーティ
パオロ・ベンヴェヌーティ（Paolo Benvenuti、1946年1月30日 - ）は、イタリアの映画監督である。

## 経歴
2000年、監督作品『魔女ゴスタンツァ』がロカルノ国際映画祭審査員賞を受賞する。2003年、『Segreti di Stato』がヴェネチア国際映画祭コンペティション部門に出品される。ジャコモ・プッチーニ生誕150年を迎えた2008年、『プッチーニの愛人』がヴェネチア国際映画祭で上映される。

## フィルモグラフィー
- Del Monte Pisano（1971年）
- Medea, un maggio di Pietro Frediani（1972年）
- Frammento di cronaca volgare（1974年）
- ユダの接吻（1988年）
- Confortrio（1992年）
- Tiburzi（1996年）
- 魔女ゴスタンツァ（2000年）
- Segreti di Stato（2003年）
- プッチーニの愛人（2008年）